# Leon Jackson
Leon Jackson (Whitburn, 3 dicembre 1988) è un cantante scozzese, vincitore della quarta edizione del Talent Show "X Factor".

## Biografia
Ha iniziato a cantare nel 2007 grazie ad una competizione di Karaoke risultando il vincitore, per la sua musica si ispira maggiormente al Jazz contemporaneo come Jamie Cullum e Michael Bublé, e con quest'ultimo ha duettato allo Stadio Wembley nel dicembre 2007. Debutta nel 2007, vincendo il reality show X Factor e pubblicando il suo primo singolo, cover del famoso duetto fra Whitney Houston e Mariah Carey, When You Believe, riscuotendo un notevole successo nel Regno Unito e in Irlanda.
Nel 2008 ha pubblicato il suo album di debutto, Right Now, che ha riscosso un discreto successo così come il primo singolo estratto, Dont Call This Love. Meno successo hanno incontrato i singoli successivi, Creative e Stargazing.

## Discografia

### Album
- 2008 - Right Now

### Singoli
- 2007 - When You Believe
- 2008 - Don't Call This Love
- 2008 - Creative
- 2009 - Stargazing